# Елла Стек
Еллен Мері Стек (4 травня 1929 — 19 травня 2023) — австралійська лікарка та перша жінка-лорд-мер австралійської столиці. Вона була мером міста Дарвін, Північна територія, з 1975 до 1979 рік і лорд-мером з 1979 до 1980 рік. Вона найбільш відома своєю роботою після руйнування Дарвіна через циклон Трейсі.

## Ранні роки
Стек народилася у Сіднеї 4 травня 1929 року у родині Вільяма й Елізабет Стек. Вона навчалася у католицькій школі для дівчат у Рендвіку та продовжила вивчати фортепіано у Музичній консерваторії у Сіднеї.

## Медична кар'єра
У 1956 році Стек стала бакалавром медицини, бакалавром хірургії в Університеті Сіднея, де вона була ординатором у коледжі Святої Софії. Потім вона стала членом Королівського австралійського коледжу лікарів загальної практики та працювала в акушерстві та гінекології. Вона працювала у Ві-Ваа та Наррабрі у долині Намої, а у 1961 році переїхала до Дарвіна. Вона влаштувалася у клініку у Парапі, ставши однією з двох приватних практикуючих лікарів у Дарвіні у той час.
Після того, як вона була лордом-мером Дарвіна, вона здобула ступінь магістра громадського здоров'я у Сіднейському університеті. Потім вона повернулася до Дарвіна, ставши першим помічником секретаря відділу охорони здоров'я аборигенів у Департаменті охорони здоров'я Північної території. У 1987 році вона стала головним лікарем Північної території. Стек зіграла важливу роль у створенні школи здоров'я Мензіса у 1985 році.
Стек писала та публічно коментувала проблеми охорони здоров'я та проблеми громади, як-от аборти та права жінок.

## Циклон Трейсі та життя у Дарвіні
Після переїзду до Дарвіна у 1961 році Стек дедалі більше цікавилася політикою. У 1969 році вона була обрана до міської ради Дарвіна, а у 1974 році стала заступником мера.
Стек з родиною пережила циклон Трейсі, попри зруйнування їхнього будинку. Стек вирішила не евакуюватися з міста, замість цього керувала клінікою невідкладної допомоги у Дарвінській середній школі, яка стала головним притулком і центром евакуації після циклону. Вона відповідала за медичне обслуговування 11 000 людей, які пройшли через центр. «Я не тільки доглядала за людьми, які приходили, але й люди прийшли та стали жили тут», — сказала вона. «Вони привезли з собою свої промоклі старі матраци… Раніше я щодня обходила палати та називала їх мокрими матрацами».
Стек відіграла важливу роль у створенні Дарвінівської ради з питань соціального захисту у разі стихійних лих, яка згодом стала Жіночою консультативною радою Північної території. Стек долучилася до реконструкції. У травні 1975 року вона була обрана мером міста Дарвін й автоматично стала членом Дарвінської комісії з реконструкції.
Стек переобрали мером Дарвіна 30 квітня 1978 року. У 1979 році вона стала першим лордом-мером Дарвіна, коли місто отримало статус столиці Північної території. Вона була першою жінкою-лордом-мером столиці Австралії. У 1979 році Стек стала командором ордена Британської імперії за заслуги перед жителями Дарвіна після наслідків циклону.
Стек пішла у відставку з посади лорда-мера у травні 1980 року, щоб балотуватися від Аграрної ліберальної партії як кандидат у Фанні-Бей на виборах у Північній території у червні 1980 року. Вона програла чинній президентці Пем О'Ніл.
У 1985 році Стек була представницею Північної території у першій Національній раді з нагоди Дня Австралії.
У 1989 році Стек була головним лікарем Північної території.

## Особисте життя та смерть
У 1957 році Стек вийшла заміж за Томаса Лоулера, вченого-аграрія. Пара виховувала трьох синів.
Стек померла у Канберрі 19 травня 2023 року у віці 94 років.